# Anellozetes muscicola
Anellozetes muscicola är en kvalsterart som beskrevs av Hammer 1962. Anellozetes muscicola ingår i släktet Anellozetes, och familjen Humerobatidae. Inga underarter finns listade i Catalogue of Life.